# Stacja Podspodzie
Stacja Podspodzie (inny tytuł Ludzie z Gwiazdy Pella; tyt. oryg. Downbelow Station) – powieść science fiction amerykańskiej pisarki C.J. Cherryh, opublikowana w 1981 r. przez DAW Books, w Polsce została wydana przez Wydawnictwo Alfa w 1993 r., w tłumaczeniu Jacka Manickiego. W 1982 r. książka otrzymała nagrodę Hugo za najlepszą powieść. W 1987 r. w głosowaniu czytelników czasopisma Locus na najlepszą powieść science fiction wszech czasów zajęła 41. miejsce.
Początkowy tytuł książki brzmiał Wojny Kompanii, niemniej wydawca Cherryh, Donald A. Wollheim, przekonał ją do zmiany tytułu na Stacja Podspodzie.

## Fabuła
Powieść to space opera osadzona w świecie przyszłości, podczas wojny Kompanii Ziemskiej z Unią w latach 2352–2353. Akcja rozgrywa się na stacji kosmicznej orbitującej wokół planety i na samej planecie Pell w układzie gwiezdnym Tau Ceti. Stacja funkcjonuje jako punkt tranzytowy dla statków przemieszczających się pomiędzy Ziemią i sektorami Unii.

### Najważniejsze postacie
- Personel Kompanii Ziemskiej
  - Signy Mallory, kapitan Nosiciela ECS5 Norwegia oraz trzeci pod względem ważności wyższy rangą oficer floty Kompanii Ziemskiej
  - Conrad Mazian, genialny dowódca floty Kompanii
  - Segust Ayres, Drugi Sekretarz Rady Bezpieczeństwa Kompanii Ziemskiej

- Obywatele Pell
  - Angelo Konstantin, szef stacji Pell, mąż Alicji Lukas Konstantin
  - Alicja Lukas Konstantin, żona Angelo Konstantina, siostra Jona Lukasa, przywiązana do łóżka i w pełni zależna od technologii podtrzymujących życie
  - Damon Konstantin, syn Angelo i Alicji; Radca stacji
  - Elene Quen, była kupiec, żona Damona Konstantina
  - Emilio Konstantin, dowodzący stacją Podspodzie, syn Angela i Alicji
  - Jon Lukas, głowa rodziny Lukasów, brat Alicji Lukas Konstantin

- Personel Unii
  - Joshua Talley, więzień wojenny przebywający na Pell
  - Jessad, tajny agent
  - Seb Azov, dowódca sił zbrojnych Unii

- Hisa (pierwotni mieszkańcy Pell znani jako ‘Dołowcy’)
  - Satyna, przyjaciółka Niebieskozębego, na własną prośbę przewieziona na stację Pell
  - Niebieskozęby, towarzyszy Satynie na Pell
  - Lily, opiekunka Alicji Konstantin
- Inni
  - Vassily Kressich, uchodźca ze stacji Marinera, reprezentant uchodźców w sekcji Q

## Nagrody
- 1982 – nagroda Hugo za najlepszą powieść: zwycięzca
- 1982 – nagroda Locusa, najlepsza powieść SF: miejsce 3
- 1987 – nagroda Locusa, najlepsza powieść SF wszech czasów: miejsce 41
- 1998 – nagroda Locusa, najlepsza powieść SF wszech czasów przed 1990: miejsce 25